# Associazione Sportiva Abruzzo
L'Associazione Sportiva Abruzzo, o più semplicemente AS Abruzzo, è stata una società calcistica italiana attiva fra gli anni venti e trenta del Novecento, e avente sede nella città di Pescara. Dal 1932 al 1935, anno del suo ritiro dalle competizioni, il club si chiamò Associazione Sportiva Pescara e disputò tre campionati di Prima Divisione, allora terza serie nazionale. Portò per colori sociali il giallo e blu come Abruzzo e rosso e blu come Pescara.
Tradizionalmente la sua storia non è riconosciuta integralmente a quella del Pescara bianco-azzurro, ben più noto, istituito circa un anno dopo il suo ritiro.

## Storia
La sezione calcistica della polisportiva Associazione Sportiva Abruzzo seguì cronologicamente la Tito Acerbo già "Ursus-Aternum" (1925-1927), radiata per un tentativo di corruzione, e la 129ª Legione MVSN Adriatica, terza nel girone abruzzese-molisano di Terza Divisione 1927-28.
In quanto rappresentativa di un capoluogo, Pescara, nel 1928 l'AS Abruzzo fu ammessa al "Campionato Meridionale 1928-1929", seconda serie interregionale, concludendo il girone B da otto partecipanti in terzultima posizione, ex aequo con il Macerata, e quindi retrocedendo in Seconda Divisione. I giallo-blu però, non scesero mai ufficialmente in campo nella stagione 1929-30. Ritornarono a giocare i tornei federali in Terza Divisione Abruzzo 1930-1931, iscrivendovi, eccezione per il regolamento, due squadre, la squadra A che indossava maglia bianca e chiuse il girone al secondo posto, e la B in maglia azzurra, finita quinta. La formazione pescarese fu quindi ammessa alla Seconda Divisione 1931-1932 e terminò il raggruppamento regionale al primo posto con 16 punti, peraltro staccando di 4 lunghezze L'Aquila ed il Gloria Chieti. Questo piazzamento valse la qualificazione al girone interregionale per la promozione alla terza serie nazionale, che gli adriatici non disputarono causa il prematuro ritiro di due contendenti (Fano e Orvietana), ottenendo perciò dal Direttorio Divisioni Superiori l'automatica promozione assieme alla Civitavecchiese.
Nel 1932 la sezione calcio dell'A.S. Abruzzo si distaccò dal resto della polisportiva, e cambiò denominazione in Associazione Sportiva Pescara e colori sociali in rosso e blu. Dopo aver ottenuto un discreto posizionamento nel girone G di Prima Divisione 1932-1933, l'anno successivo allenato da Sardi si classificò terzo, assieme al Taranto con 33 punti. L'esclusione del Foligno secondo in classifica a causa d'illecito sportivo, portò alla disputa dello spareggio tra le due squadre per l'accesso alle finali-promozione, che il Pescara vinse a Foggia per 1-0 (rete di Di Matteo al 40º minuto). Gli abruzzesi chiusero poi al terzo posto il girone finale per la promozione in Serie B, permanendo in terza serie. Nella stagione 1934-1935 i rossoblù si piazzarono a metà classifica pari merito con altre tre formazioni; stavolta lo spareggio sul neutro di Terni sorrise allo Jesi, che batté i pescaresi per 1-0 condannandoli alla retrocessione nella prima serie regionale, per la nuova riforma che trasformava la Prima Divisione in "Serie C". Anche in tal caso intervenne in seguito il DDS, che riammise il Pescara in C; la società però si ritirò prima dell'inizio del campionato, a calendari già compilati.
Circa un anno dopo, sempre sotto la supervisione delle autorità pubbliche pescaresi fu fondato il nuovo club comunale di bandiera, la Società Sportiva Pescara dai colori sociali bianco e azzurro, che partì dalla Seconda Divisione.

### La presunta continuità storica con la SS Pescara
A inizio anni duemiladieci, il giornalista locale Gianni Lussoso, scrivendo un libro sul calcio a Pescara ha affermato che la storica formazione che ha disputato anche la Serie A sarebbe in realtà nata nel 1925, non nel 1936 come tradizionalmente riconosciuto, quindi includendovi anche il Pescara-Abruzzo, asserendo che l'errore sarebbe nato da un equivoco. Casualmente, il Pescara bianco-azzurro ha condiviso con il predecessore la denominazione sociale A.S. Pescara, dal 1944 al 1974.

## Colori e simboli

### Colori
Della compagine si conoscono i colori sociali, che per l'AS Abruzzo erano gli stessi del Tito Acerbo, ma non si è certi che le maglie fossero a strisce né si conoscono dettagli su colori e motivi di calzettoni e pantaloncini.

## Allenatori
- 1928-1930 ?
- 1930-1931  Rudolf Stanzel
- 1931-1932 ?
- 1932-1933  Pietro Piselli
- 1933-1934  Sardi[1][4]
- 1934  Wilhelm Rady
- 1934-1935 ?

## Statistiche e record

### Partecipazione ai campionati nazionali
| Livello | Categoria              | Partecipazioni | Debutto   | Ultima stagione | Totale |
| ------- | ---------------------- | -------------- | --------- | --------------- | ------ |
| 2º      | Campionato Meridionale | 1              | 1928-1929 | 1928-1929       | 1      |
| 3º      | Prima Divisione        | 3              | 1932-1933 | 1934-1935       | 3      |